# Алтунізаде (станція метро)
41°01′19″ пн. ш. 29°02′54″ сх. д. / 41.021924872514° пн. ш. 29.048302946978° сх. д.
Алтунізаде (тур. Altunizade) — станція лінії М5 Стамбульського метро в Ускюдар. Відкрита 15 грудня 2017 року разом з восьми іншими станціями у черзі Ускюдар — Яманевлер..
Розташовано під ТПВ Алтунізаде в Гасанпаша, Ускюдар.
Пересадки
- Метробус: 34A, 34G, 34Z, 34AS;
- автобуси[2]:9, 9A, 9Ç, 9Ş, 9T, 9Ü, 9ÜD, 11, 11A, 11BE, 11C, 11D, 11E, 11EK, 11G, 11K, 11L, 11M, 11N, 11P, 11SA, 11ST, 11ÜS, 11V, 11Y, 12ÜS, 13, 13B, 13TD, 14, 14D, 14F, 14FD, 14K, 14M, 14R, 14Y, 14YK, 15F, 125, 129T, 139, 139A, 320, D1, MR9;
- маршрутки: Ускюдар — Алемдаг, Ускюдар — Тавукчуйолу Джд. — Алемдаг, Ускюдар — Есатпаша;

Конструкція: станція закритого типу мілкого закладення, має острівну платформу та дві колії.

## Примітка
1. ↑  İlk sürücüsüz metro hattı 'Üsküdar-Ümraniye' bugün açılıyor. hurriyet.com.tr. 15 грудня 2017. Архів оригіналу за 26 грудня 2017. Процитовано 16 грудня 2017.
2. ↑  Bağlarbaşı - Duraktan Geçen Hatlar (Turkish) . Архів оригіналу за 20 листопада 2017. Процитовано 16 грудня 2017. [Архівовано 2017-11-20 у Wayback Machine.]

| Попередня станція     | Лінія | Лінія                           | Лінія | Наступна станція       |
| --------------------- | ----- | ------------------------------- | ----- | ---------------------- |
| Багларбаши до Ускюдар |       | M5 (Стамбульський метрополітен) |       | Кисикли до Султанбейлі |

 Вікісховище має мультимедійні дані за темою: Алтунізаде (станція метро)